# Volta a Catalunya de 1976
La Volta a Catalunya de 1976 va ser 56a edició de la Volta Ciclista a Catalunya. Es disputà en 7 etapes del 8 al 15 de setembre de 1976 amb un total de 1233,1 km. El vencedor final fou l'aragonès Enrique Martínez Heredia de l'equip Kas per davant de Ronald De Witte del Brooklyn, i d'Agustín Tamames del Super Ser.
La quarta i la setena etapes estaves dividides en dos sectors. Hi havia dos contrarellotges individuals, una al Pròleg d'Amposta i l'altra al primer sector de la setena l'etapa.
Enrique Martínez Heredia va guanyar la "Volta" en el primer any de la seva carrera professional. Es va emportar el triomf final, malgrat no guanyar cap etapa.

## Etapes
| Etapa  | Data           | Ciutats d'etapa                     | km    | Vencedor de l'etapa | Líder de la general      |
| ------ | -------------- | ----------------------------------- | ----- | ------------------- | ------------------------ |
| Pròleg | 8 de setembre  | Circuit per Amposta (CRI)           | 4,7   | Roger De Vlaeminck  | Roger De Vlaeminck       |
| 1a     | 9 de setembre  | Amposta – Almacelles                | 204,0 | Marino Basso        | Roger De Vlaeminck       |
| 2a     | 10 de setembre | Almacelles – Sort                   | 192,0 | Roger De Vlaeminck  | Roger De Vlaeminck       |
| 3a     | 11 de setembre | Oliana – Mollet del Vallès          | 155,0 | Ronald De Witte     | Enrique Martínez Heredia |
| 4a A   | 12 de setembre | Circuit per les Rambles (Barcelona) | 41,4  | Roger De Vlaeminck  | Enrique Martínez Heredia |
| 4a B   | 12 de setembre | Mollet del Vallès - Manresa         | 113,0 | Alfredo Chinetti    | Enrique Martínez Heredia |
| 5a     | 13 de setembre | Manresa - Alt del Mas Nou           | 209,0 | José Enrique Cima   | Enrique Martínez Heredia |
| 6a     | 14 de setembre | Platja d'Aro – Turó de l'Home       | 150,0 | José Enrique Cima   | Enrique Martínez Heredia |
| 7a A   | 15 de setembre | Sant Celoni – Argentona (CRI)       | 31,0  | Fausto Bertoglio    | Enrique Martínez Heredia |
| 7a B   | 15 de setembre | Mataró – Sitges                     | 133,0 | Pierino Gavazzi     | Enrique Martínez Heredia |

### Pròleg[1]
08-09-1976: Circuit per Amposta, 4,7 km. (CRI):
|   | Ciclista           | Equip     | Temps  |
| - | ------------------ | --------- | ------ |
| 1 | Roger De Vlaeminck | Brooklyn  | 6' 13" |
| 2 | Javier Elorriaga   | Super Ser | + 03"  |
| 3 | Josep Pesarrodona  | Kas       | + 06"  |

|   | Ciclista           | Equip     | Temps  |
| - | ------------------ | --------- | ------ |
| 1 | Roger De Vlaeminck | Brooklyn  | 6' 13" |
| 2 | Javier Elorriaga   | Super Ser | + 03"  |
| 3 | Josep Pesarrodona  | Kas       | + 06"  |

### 1a etapa[2]
09-09-1976: Amposta – Almacelles, 204,0:
|   | Ciclista           | Equip          | Temps      |
| - | ------------------ | -------------- | ---------- |
| 1 | Marino Basso       | Furzi-Vibor    | 5h 36' 10" |
| 2 | Roger De Vlaeminck | Brooklyn       | m. t.      |
| 3 | Pierino Gavazzi    | Jollj Ceramica | m. t.      |

|   | Ciclista           | Equip     | Temps      |
| - | ------------------ | --------- | ---------- |
| 1 | Roger De Vlaeminck | Brooklyn  | 5h 42' 23" |
| 2 | Javier Elorriaga   | Super Ser | + 03"      |
| 3 | Josep Pesarrodona  | Kas       | + 06"      |

### 2a etapa[3]
10-09-1976: Almacelles – Sort, 192,0 km.:
|   | Ciclista           | Equip     | Temps      |
| - | ------------------ | --------- | ---------- |
| 1 | Roger De Vlaeminck | Brooklyn  | 5h 33' 53" |
| 2 | Domingo Perurena   | Kas       | m. t.      |
| 3 | Pedro Torres       | Super Ser | m. t.      |

|   | Ciclista           | Equip                  | Temps       |
| - | ------------------ | ---------------------- | ----------- |
| 1 | Roger De Vlaeminck | Brooklyn               | 11h 16' 16" |
| 2 | José Enrique Cima  | Novostil-Transmallorca | + 11"       |
| 3 | Pedro Torres       | Super Ser              | + 14"       |

### 3a etapa[4]
11-09-1976: Oliana – Mollet del Vallès, 155,0 km.:
|   | Ciclista                 | Equip       | Temps      |
| - | ------------------------ | ----------- | ---------- |
| 1 | Ronald De Witte          | Brooklyn    | 3h 50' 22" |
| 2 | Enrique Martínez Heredia | Kas         | m. t.      |
| 3 | Marino Basso             | Furzi-Vibor | +3' 20"    |

|   | Ciclista                 | Equip    | Temps       |
| - | ------------------------ | -------- | ----------- |
| 1 | Enrique Martínez Heredia | Kas      | 15h 07' 13" |
| 2 | Ronald De Witte          | Brooklyn | + 08"       |
| 3 | Roger De Vlaeminck       | Brooklyn | +2' 45"     |

### 4a etapa A[5]
12-09-1976: Circuit per les Rambles (Barcelona), 41,4 km.:
| Resultat de la 4a etapa A \| \| Ciclista \| Equip \| Temps \| \| - \| ------------------ \| ----------- \| ------- \| \| 1 \| Roger De Vlaeminck \| Brooklyn \| 53' 10" \| \| 2 \| Javier Elorriaga \| Super Ser \| m. t. \| \| 3 \| Marino Basso \| Furzi-Vibor \| m. t. \| |                    |             |         |
| | Ciclista           | Equip       | Temps   |
| 1 | Roger De Vlaeminck | Brooklyn    | 53' 10" |
| 2 | Javier Elorriaga   | Super Ser   | m. t.   |
| 3 | Marino Basso       | Furzi-Vibor | m. t.   |

### 4a etapa B[5]
12-09-1976: Mollet del Vallès - Manresa, 113,0 km.:
|   | Ciclista           | Equip          | Temps      |
| - | ------------------ | -------------- | ---------- |
| 1 | Alfredo Chinetti   | Jollj Ceramica | 2h 55' 28" |
| 2 | Fedor den Hertog   | Frisol         | m. t.      |
| 3 | Roger De Vlaeminck | Brooklyn       | + 11"      |

|   | Ciclista                 | Equip    | Temps       |
| - | ------------------------ | -------- | ----------- |
| 1 | Enrique Martínez Heredia | Kas      | 18h 56' 02" |
| 2 | Ronald De Witte          | Brooklyn | + 08"       |
| 3 | Roger De Vlaeminck       | Brooklyn | +2' 45"     |

### 5a etapa[6]
13-09-1976: Manresa - Alt del Mas Nou, 209,0 km. :
|   | Ciclista          | Equip                  | Temps      |
| - | ----------------- | ---------------------- | ---------- |
| 1 | José Enrique Cima | Novostil-Transmallorca | 6h 13' 50" |
| 2 | Agustín Tamames   | Super Ser              | + 01"      |
| 3 | Fausto Bertoglio  | Jollj Ceramica         | m. t.      |

|   | Ciclista                 | Equip                  | Temps       |
| - | ------------------------ | ---------------------- | ----------- |
| 1 | Enrique Martínez Heredia | Kas                    | 25h 10' 19" |
| 2 | Ronald De Witte          | Brooklyn               | + 08"       |
| 3 | José Enrique Cima        | Novostil-Transmallorca | + 2' 29"    |

### 6a etapa[6]
14-09-1976: Platja d'Aro – Turó de l'Home, 155,0 km.:
|   | Ciclista           | Equip                  | Temps      |
| - | ------------------ | ---------------------- | ---------- |
| 1 | José Enrique Cima  | Novostil-Transmallorca | 4h 34' 01" |
| 2 | Marcello Bergamo   | Jollj Ceramica         | m. t.      |
| 3 | Roger De Vlaeminck | Brooklyn               | m. t.      |

|   | Ciclista                 | Equip                  | Temps       |
| - | ------------------------ | ---------------------- | ----------- |
| 1 | Enrique Martínez Heredia | Kas                    | 29h 44' 20" |
| 2 | Ronald De Witte          | Brooklyn               | + 1' 34"    |
| 3 | José Enrique Cima        | Novostil-Transmallorca | + 2' 29"    |

### 7a etapa A[7]
15-09-1976: Sant Celoni – Argentona, 31,0 km. (CRI):
| Resultat de la 7a etapa A \| \| Ciclista \| Equip \| Temps \| \| - \| ------------------------ \| -------------- \| ------- \| \| 1 \| Fausto Bertoglio \| Jollj Ceramica \| 43' 06" \| \| 2 \| Enrique Martínez Heredia \| Kas \| + 42" \| \| 3 \| Agustín Tamames \| Super Ser \| + 49" \| |                          |                |         |
| | Ciclista                 | Equip          | Temps   |
| 1 | Fausto Bertoglio         | Jollj Ceramica | 43' 06" |
| 2 | Enrique Martínez Heredia | Kas            | + 42"   |
| 3 | Agustín Tamames          | Super Ser      | + 49"   |

### 7a etapa B[7]
15-09-1976: Mataró – Sitges, 133,0 km.:
|   | Ciclista           | Equip          | Temps      |
| - | ------------------ | -------------- | ---------- |
| 1 | Pierino Gavazzi    | Jollj Ceramica | 3h 21' 46" |
| 2 | Marino Basso       | Furzi-Vibor    | m. t.      |
| 3 | Roger De Vlaeminck | Brooklyn       | m. t.      |

|   | Ciclista                 | Equip     | Temps       |
| - | ------------------------ | --------- | ----------- |
| 1 | Enrique Martínez Heredia | Kas       | 33h 49' 54" |
| 2 | Ronald De Witte          | Brooklyn  | + 2' 46"    |
| 3 | Agustín Tamames          | Super Ser | + 3' 03"    |

## Classificació General
|    | Ciclista                 | Equip                  | Temps       |
| -- | ------------------------ | ---------------------- | ----------- |
| 1  | Enrique Martínez Heredia | Kas                    | 33h 49' 54" |
| 2  | Ronald De Witte          | Brooklyn               | + 2' 46"    |
| 3  | Agustín Tamames          | Super Ser              | + 3' 03"    |
| 4  | José Enrique Cima        | Novostil-Transmallorca | + 3' 16"    |
| 5  | Roger De Vlaeminck       | Brooklyn               | + 3' 24"    |
| 6  | Pedro Torres             | Super Ser              | + 3' 58"    |
| 7  | Jørgen Marcussen         | Furzi-Vibor            | + 4' 42"    |
| 8  | Domingo Perurena         | Kas                    | + 4' 56"    |
| 9  | Josef Fuchs              | Super Ser              | + 5' 11"    |
| 10 | Antonio Martos           | Kas                    | + 6' 03"    |

## Classificacions secundàries
|   | Ciclista          | Equip                  | Punts    |
| - | ----------------- | ---------------------- | -------- |
| 1 | José Enrique Cima | Novostil-Transmallorca | 37 punts |
| 2 | Marcello Bergamo  | Jollj Ceramica         | 34 punts |
| 3 | Domingo Perurena  | Kas                    | 24 punts |

|   | Ciclista         | Equip | Punts    |
| - | ---------------- | ----- | -------- |
| 1 | Andrés Oliva     | Kas   | 18 punts |
| 2 | Ventura Díaz     | Teka  | 13 punts |
| 3 | Domingo Perurena | Kas   | 10 punts |

|   | Ciclista           | Equip                  | Punts      |
| - | ------------------ | ---------------------- | ---------- |
| 1 | Roger De Vlaeminck | Brooklyn               | 46 punts   |
| 2 | Domingo Perurena   | Kas                    | 34 punts   |
| 3 | José Enrique Cima  | Novostil-Transmallorca | 29,5 punts |

|   | Equip     | Nacionalitat | Temps        |
| - | --------- | ------------ | ------------ |
| 1 | Kas       | Espanya      | 101h 19' 45" |
| 2 | Super Ser | Espanya      | + 1' 28"     |
| 3 | Brooklyn  | Itàlia       | + 9' 11"     |